# Frank Ankersmit
Franklin Rudolf Ankersmit (nacido el 20 de marzo de 1945, Deventer, Países Bajos ) es profesor emérito de historia intelectual y filosofía de la historia en la Universidad de Groninga.
Ankersmit, miembro de la familia de fabricantes textiles Ankersmit, inicialmente estudió física y matemáticas en Leiden durante tres años para luego realizar su servicio militar. Posteriormente, estudió historia y filosofía en la Universidad de Groninga. En 1983 realizó su doctorado en esa misma universidad con una tesis titulada Lógica narrativa: un análisis semántico del lenguaje del historiador. En 1986 fue elegido miembro de la Real Academia de Artes y Ciencias de los Países Bajos. Es fundador y fue hasta el año 2017 editor en jefe de Journal of the Philosophy of History promoviendo un enfoque estrictamente filosófico de la reflexión sobre la escritura de la historia.
En 1992 fue nombrado profesor titular de historia intelectual y filosofía de la historia en la Universidad de Groninga. Sus principales intereses, además de la filosofía de la historia, son la filosofía política, la estética y la noción de experiencia (o sensación) histórica. Su noción de representación es de importancia central en sus escritos que se centran en la representación histórica, política y estética. Publicó quince libros (sin incluir los libros en los que participó como coautor), muchos de los cuales fueron traducidos al inglés, alemán, español, portugués, indonesio, polaco, húngaro, checo, ruso y chino. Escribió más de doscientos cincuenta artículos científicos y es miembro del consejo editorial de varias revistas de su campo de estudio. Se jubiló el 2010 y ese mismo año fue nombrado oficial de la Orden de Orange-Nassau por la Reina de los Países Bajos. En 2011 recibió el título honorífico en humanidades por la Universidad de Gante y ese mismo año fue nombrado miembro de la Academia Europaea. Actualmente forma parte del comité editorial de History and Theory.

## Filosofía de la historia
En la década de 1980 desarrolló una filosofía narrativista de la historia en la que sostiene que el orden y la coherencia que el historiador da a los hechos del pasado se presentan en una "narrativa" histórica. En la década de 1990 enmarcó su tesis en una filosofía de la representación histórica; según la cual el historiador no "traduce" un significado supuestamente presente en el pasado a la historiografía, sino que crea un significado histórico en su representación del pasado, que puede verse como un sustituto del pasado mismo. Dado que la palabra "narrativa" invita a asociaciones no deseadas con la novela, Ankersmit pronto la reemplazó por la palabra "representación". En esto es donde su filosofía de la historia difiere básicamente de la de Louis O. Mink o Hayden White. Ankersmit analizó la noción de representación con la lógica y la metafísica de Gottfried Wilhelm Leibniz. De acuerdo a Ankersmit ningún filósofo en la historia del pensamiento occidental concedió a la representación un lugar más central que Leibniz. En su obra posterior, Ankersmit se concentra en la cuestión de la racionalidad histórica; su objetivo entonces es establecer sobre qué bases racionales los historiadores prefieren una representación del pasado por sobre otra. Leibniz es aquí también su guía. Aunque a menudo se percibe a Ankersmit como un posmodernista, su trabajo también puede verse como una inspiración del historiador del siglo XIX Friedrich Meinecke y como "un deseo casi neokantiano de contrarrestar la hegemonía de la ciencia en la historia y la política".

## Política
Ankersmit fue miembro del partido liberal holandés, el VVD (Partido Popular por la Libertad y la Democracia), y uno de los autores del Manifiesto Liberal que presentó este partido. En 2009 dejó de ser miembro de ese partido, ya que en su opinión, había pasado de ser un partido liberal a ser un partido neoliberal. Ve el neoliberalismo como un retorno al feudalismo medieval: ambos desean confiar las competencias y responsabilidades públicas a manos (semi)privadas. Mientras que el liberalismo nació a finales del siglo XVIII y principios del siglo XIX a partir del rechazo del feudalismo. Según Ankersmit, los países anglosajones podrían olvidarse de esto, ya que quedaron fuera del alcance de la Revolución Francesa. Ankersmit fue miembro de la Convención Nacional, una comisión instalada por el ministro Alexander Pechtold para ofrecer consejos sobre cómo fortalecer la democracia. Más recientemente insistió en que la democracia representativa es, de hecho, una aristocracia electiva que es desde un punto de vista lógico una mezcla peculiar de representación política medieval por parte de los tres Estados y el concepto de soberanía establecido bajo la monarquía absoluta. Ankersmit participa regularmente en debates públicos sobre democracia, representación política, liberalismo y temas relacionados. En 2016 se convirtió en miembro del partido político Foro para la Democracia, pero debido a lo que percibió como una falta de democracia interna del partido, se decepcionó y abandonó el partido a finales de 2017.

## Principales obras
- Narrative logic. A semantic analysis of the historian's language, Den Haag: Nijhoff, 1983
- Denken over geschiedenis. Een overzicht van moderne geschiedfilosofische opvattingen, Groningen: Wolters/Noordhoff, 1983, 1986
- The Reality Effect in the Writing of History: The Dynamics of Historiographical Topology, Amsterdam, Noord-Hollandsche, 1989.
- De navel van de geschiedenis. Over interpretatie, representatie en historische realiteit, Groningen: Historische Uitgeverij Groningen, 1990
- De historische ervaring, Groningen: Historische Uitgeverij Groningen, 1993
- History and Tropology. The Rise and Fall of Metaphor, Berkeley: University of California Press, 1994
- De spiegel van het verleden. Exploraties deel I: Geschiedtheorie, Kampen, Kok Agora, 1996
- De macht van representatie. Exploraties deel II: cultuurfilosofie en esthetica, Kampen: Kok Agora, 1996
- Macht door representatie. Exploraties deel III: politieke filosofie, Kampen: Kok Agora 1997
- Aesthetic politics. Political philosophy beyond fact and value, Stanford University Press, 1997
- Historical Representation, Stanford: Stanford University Press, 2001
- Political Representation, Stanford: Stanford University Press, 2002
- Sublime Historical experience, Stanford/Cambridge 2005
- "Representational Democracy: An Aesthetic Approach to Conflict and Compromise", Common Knowledge 8.1 (2002) 24-46.